# Budynek Muzeum Fotografii w Krakowie
Budynek Muzeum Fotografii w Krakowie – wpisana do rejestru zabytków w 1996 roku niewielka willa przy ul. Józefitów 16, w której mieści się Muzeum Fotografii im. Walerego Rzewuskiego, gromadzące eksponaty z dziedziny fotografii, jej historii i techniki oraz sztuki fotograficznej. Muzeum założone zostało 31 grudnia 1986 roku.